# مادام کاملیا (فیلم ۱۹۱۵)
مادام کاملیا (ایتالیایی: La signora delle camelie) یک فیلم در ژانر صامت و درام تاریخی ایتالیایی است که در سال ۱۹۱۵ منتشر شد. از بازیگران آن می‌توان به اِسپریا و ایدا کارلونی تالی اشاره کرد.
این فیلم بر پایهٔ رمان مادام کاملیا اثر الکساندر دوما (پسر) ساخته شد.